# Xian de Xingtang
Le xian de Xingtang (行唐县 ; pinyin : Xíngtáng Xiàn) est un district administratif de la province du Hebei en Chine. Il est placé sous la juridiction de la ville-préfecture de Shijiazhuang.

## Démographie
La population du district était de 405 602 habitants en 1999.